# Liste des dirigeants actuels des comtés suédois
 (août 2023).
Cette page dresse la liste des dirigeants actuels des 21 comtés suédois.

## Gouverneurs des comtés
| Comté                             | Nom                       | Depuis (le)        |
| --------------------------------- | ------------------------- | ------------------ |
| Blekinge                          | Berit Andnor              | 1er octobre 2011   |
| Botnie-Occidentale (Västerbotten) | Magdalena Andersson       | 1er novembre 2012  |
| Botnie-du-Nord (Norrbotten)       | Sven-Erik Österberg       | 1er octobre 2012   |
| Dalécarlie                        | Ylva Thörn                | 1er septembre 2015 |
| Gävleborg                         | Per Bill                  | 1er août 2015      |
| Gotland                           | Cecilia Schelin Seidegård | 1er janvier 2010   |
| Halland                           | Lena Sommestad            | 1er avril 2014     |
| Jämtland                          | Joran Hagglund            | 1er avril 2014     |
| Jönköping                         | Håkan Sörman              | 1er octobre 2016   |
| Kalmar                            | Malin Almqvist (intérim)  | 7 juillet 2016     |
| Kronoberg                         | Ingrid Burman             | 1er février 2017   |
| Norrland-de-l’Ouest               | Gunnar Holmgren           | 1er avril 2015     |
| Örebro                            | Maria Larsson             | 4 mai 2015         |
| Östergötland                      | Elisabeth Nilsson         | 7 juin 2010        |
| Scanie                            | Anneli Hulthén            | 1er octobre 2016   |
| Södermanland                      | Liselott Hagberg          | 1er octobre 2012   |
| Stockholm                         | Chris Heister             | 1er février 2012   |
| Uppsala                           | Göran Enander             | 1er novembre 2016  |
| Värmland                          | Kenneth Johansson         | 1er octobre 2012   |
| Västmanland                       | Minoo Akhtarzand          | 1er février 2016   |
| Västra-Götaland                   | Lars Bäckström            | 21 janvier 2008    |